# Contea di Clay (Kansas)
La contea di Clay (in inglese Clay County) è una contea dello Stato USA del Kansas. Il nome le è stato dato in onore di Henry Clay, famoso statista statunitense. Al censimento del 2000 la popolazione era di 8 822 abitanti. Il suo capoluogo è Clay Center.

## Geografia fisica
L'U.S. Census Bureau certifica che l'estensione della contea è di 1698 km², di cui 1668 km² composti da terra e 30 km² composti di acqua.

### Contee confinanti
- Contea di Washington, Kansas - nord
- Contea di Riley, Kansas - est
- Contea di Geary, Kansas - sud-est
- Contea di Dickinson, Kansas - sud
- Contea di Ottawa, Kansas - sud-ovest
- Contea di Cloud, Kansas - ovest

## Storia
La Contea di Clay venne costituita il 20 febbraio 1857.

## Geografia antropica

### Città
- Clay Center
- Clifton (parte di Clifton si trova nella Contea di Washington, Kansas)
- Green
- Longford
- Morganville
- Oak Hill
- Vining (parte di Vining si trova nella Contea di Washington, Kansas)
- Wakefield